# Cyberpunk 2077
Cyberpunk 2077 är ett actionrollspel som bygger på rollspelsserien Cyberpunk. Spelet utvecklas av den polska The Witcher-studion CD Projekt RED, och utspelar sig i en dystopisk framtid där ultramodern teknik samexisterar med ett urartat mänskligt samhälle. Spelet bygger på att man ska kunna skräddarsy sin rollperson, och att detta ska knytas starkt till handlingen. Berättelsen är dynamisk, med många olika klasser. Den engelska versionen av spelet har 450 timmar av dialog och över 125 skådespelare.
Spelet utannonserades i maj 2012 och ett år senare släpptes en filmsnutt där det utannonserades att "spelet släpps när det är klart". Ytterligare en filmsnutt följde under E3 2018. Lanseringsdatumet var ursprungligen satt till 16 april 2020, men sköts sedan upp tre gånger, först till 17 september, sen till 19 november, och sist till 10 december 2020.

## Mottagande
Versionen som släpptes till äldre spelkonsoler som Playstation 4 och Xbox One hade många buggar och tekniska problem. CD Projekt Red höll med i kritiken och ansåg att de borde ha lagt ned mer tid på de två versionerna och erbjöd pengarna tillbaka till besvikna spelare.